# Handelsfederationen
Handelsfederationen (eng. Trade Federation) är en fiktiv organisation i Star Wars-universumet. Organisationen är med i de tre prequelfilmerna (Star Wars: Episod I - Det mörka hotet, Star Wars: Episod II - Klonerna anfaller och Star Wars: Episod III - Mörkrets hämnd), samt i TV-spelen.
Handelsfederationen är en stor neimoidiansk handelsorganisation som grundar sig på intergalaktisk handel. Handelsfederationen har sitt huvudkontor på planeten Cato Nemodia. Den är till och med så mäktig att organisationen har en representanter i den galaktiska senaten. Den har även en av de största privatarméerna inom republiken.

## Historia

### Striden om Naboo
Nute Gunray, vicekung av Handelsfederationen blockerade Naboo som svar på de nya handelsskatterna som drabbar Federationen. Gunray skickade en invasionsarmé bestående av stridsdroider till Naboo. Armén erövrade många städer och nådde till slut fram till huvudstaden Theed. Gunray ville tvinga drottning Amidala att skriva på ett fördrag som gjorde invasionen laglig. Drottningen lyckades dock fly men återvänder senare och samlar ihop en armé av Gunganer. Under den påföljande striden mellan Gunganerna och droidarméen lyckades Armidala fånga Gunray. Efter droidarméens nederlag skickades Gunray och hans adjutant Rune Haako till Coruscant för att ställas inför rätta men lyckades slingra sig ur fångenskapen. 

### Klonkriget
Tio år efter striden om Naboo sökte Gunray hämnd och anslöt sig till Konfederationen av självständiga system. Handelsfederationens stora droidarmé sökte tillsammans med Greve Dookus samlade robotarmé besegra republiken. Emellertid upptäcktes detta av Obi-Wan Kenobi som skickade ett meddelande till Anakin och Padmé. Republikens klonarmé anlände till Geonosis och räddar Anakin, Obi-Wan och Padmé. Gunray flyr från slaget tillsammans med Haako. 
När han senare på planeten Rodia försökte fånga Padmé i en fälla fångades han i stället av henne. Han fördes ombord på jedikryssaren Tranquility, vaktad av Anakins padawan Ahsoka Tano och jedimästaren Luminara Unduli. Asajj Ventress, Greve Dookus lärling, infiltrerade Tranquility, och lyckades fly med Gunray.

### De sista åren
Handelsfederationen stannade kvar i Konfederationen och led många förluster under kriget. När separatistrådet (Konfederationens styrelse) flytt till Mustafar, anlände Darth Vader (Anakin Skywalker) och mördade kallblodigt hela rådet på order av Darth Sidious. Handelsfederationens arméer stängs av och användes i viss mån senare av Imperiet. Organisationen upplöstes efter mordet på Gunray och blev en del av det Galaktiska Imperiet.

### Fotnoter
1. ↑  Therese Granlund (23 november 2011). ”Leklåda för Star wars-fans”. Aftonbladet. http://www.aftonbladet.se/nojesbladet/spela/recensioner/article10245809.ab. Läst 5 december 2015.